# ماکارووکا
ماکارووکا (به لاتین: Makarówka) یک روستا در لهستان است که در گمینا خوشلو واقع شده‌است.